# Camilo Ballesteros
Camilo Ballesteros Briones (Santiago, 23 de junio de 1987) es un exdirigente universitario, licenciado en ciencias de la actividad física de la Universidad de Santiago de Chile, máster en  sociología de la Universidad de Barcelona y político chileno. Militante del Partido Comunista de Chile, fue presidente de la FEUSACH durante el período 2010-2011, siendo miembro de la mesa ejecutiva de la Confech y una importante figura en la movilización estudiantil de 2011. 
En 2014 fue designado como Director de la División de Organizaciones Sociales (DOS) del Ministerio Secretaría General de Gobierno de Chile.

## Biografía

### Inicios
El padre de Ballesteros no tuvo nunca relación con la política; su madre en su juventud fue militante del Partido Comunista chileno, pero tras haberlo tenido decidió desvincularse por completo de su partido. Ballesteros estudió inicialmente en el colegio Saint George, y posteriormente en el Colegio Latinoamericano de Providencia. Ballesteros fue parte de la llamada Revolución Pingüina en 2006, período en el cual comenzó a militar en el Partido Comunista de Chile. 
Ha participado en forma activa en la consolidación de fuerzas políticas al interior de la Universidad de Santiago de Chile, siendo parte en 2009 junto a otros grupo de jóvenes, entre ellos el expresidente de la FEUSACH Pablo Moyano, de quienes formaron el colectivo de izquierda Avanza Usach. Con este conglomerado ganaron la Federación 2009-2010, la cual volverían a ganar el período 2010-2011, esta vez con Ballesteros a la cabeza de la lista.

### Movilización estudiantil
Como presidente de la Feusach fue uno de los principales líderes del movimiento estudiantil junto a sus pares Camila Vallejo, presidenta de la FECH y Giorgio Jackson, de la FEUC. A comienzos de año y comenzando las movilizaciones estudiantiles, Ballesteros formó parte de la mesa ejecutiva de la Confech, espacio desde el cual se posicionó como uno de los dirigentes más reconocidos por la ciudadanía. Dentro del transcurso de la movilización, Ballesteros se perfiló como uno de los principales articuladores políticos al interior de la Confech.

### Candidatura a alcalde
Luego de la movilización estudiantil, Ballesteros terminó su período de presidente de las JJCC, siendo presentado como candidato a alcalde en Estación Central en enero de 2012, siendo derrotado en estrecho margen por el candidato de la UDI Rodrigo Delgado.

### Gobierno de Michelle Bachelet
El año 2014 fue nombrado director de la División de Organizaciones Sociales (DOS) en el segundo gobierno de Michelle Bachelet, se mantuvo en el cargo hasta la finalización de este el 11 de marzo de 2018.

## Historial electoral

### Elecciones municipales de 2012
- Elecciones municipales de 2012, para la alcaldía de Estación Central[9]

| Candidato                  | Pacto                          | Partido | Votos  | %     | Resultado |
| -------------------------- | ------------------------------ | ------- | ------ | ----- | --------- |
| René Osorio Serrano        | Regionalistas e Independientes | PRI     | 1948   | 4,08  |           |
| Camilo Ballesteros Briones | Por un Chile Justo             | PCCh    | 21 548 | 45,21 |           |
| Rodrigo Delgado Morcarquer | Coalición                      | UDI     | 22 170 | 46,51 | Alcalde   |